# John Vincent Atanasoff
John Vincent Atanasoff (ur. 4 października 1903 w Hamilton, Nowy Jork, zm. 15 czerwca 1995 we Frederick, Maryland) – amerykański inżynier-informatyk, fizyk i matematyk bułgarskiego pochodzenia. Zasłynął z zbudowania wraz ze swoim asystentem Cliffordem Berrym komputera Atanasoff-Berry Computer w latach 1937–1942.
W 1930 roku obronił doktorat na University of Wisconsin-Madison. Od 1931 roku był profesorem fizyki i matematyki na Uniwersytecie Stanu Iowa. W 1937 roku wraz z Cliffordem Berrym rozpoczął pracę nad budową komputera. W 1939 roku zbudowali pierwszą wersję komputera Atanasoff-Berry Computer. Pracę nad nim ukończyli trzy lata później.
W 1946 roku Atanasoff uczestniczył w testach bomb atomowych na atolu Bikini.
Choć ABC było pierwszym komputerem cyfrowym w historii, patent na urządzenie tego typu przyznano w 1946 roku komputerowi ENIAC. W wyniku procesu sądowego w październiku 1973 roku sędzia Earl R. Larson unieważnił patent ENIAC-a i przyznał Atanasoffowi miano wynalazcy elektronicznego komputera cyfrowego.
W 1990 roku został odznaczony przez prezydenta George’a H.W. Busha medalem National Medal of Technology za wynalezienie elektronicznego komputera.
Nazwisko Atanasoffa nosi planetoida (3546) Atanasoff.